# Petelia immaculata
Petelia immaculata là một loài bướm đêm trong họ Geometridae.